# صومعة القرويين
صومعة مسجد القرويين هي أقدم صومعة مربعة في بلاد المغرب العربي، شيدت من طرف الأمير أبو العباس أحمد بن أبي بكر الزناتي سنة 344 هـ.

## التشييد
شرع الأمير أبو العباس أحمد بن أبي بكر الزناتي في بناء صومعة جامع القرويين سنة 344 هـ، وجعل عرض كل وجه من وجوهها سبعة وعشرين شبرًا، ليبلغ مجموع الوجوه الأربعة مئة وثمانية أشبار، وهو ارتفاعها. جعل باب الصومعة من جهة القبلة، ونُقش عليه: «"بسم الله الرحمن الرحيم، الملك لله الواحد القهار، هذا ما أمر به أحمد بن أبي بكر بن أبي سعيد الزناتي، هداه الله ووفقه ابتغاء ثواب الله تعالى"». وكتب في أطراف المربعة: «"لا إله إلا الله محمد رسول الله"». كما نقش من جهة الصحن: «"قل يا عبادي الذين أسرفوا على أنفسهم لا تقنطوا من رحمة الله..."». ركب على رأس المنارة تفافيح مموهة بالذهب، وثبت عليها سيف الإمام إدريس بن إدريس، تبركًا به، بعد أن تنازل عنه أحفاد إدريس إثر خلافٍ بينهم.

## الصيانة
في سنة 688 هـ، تولى الفقيه الخطيب الصالح أبو عبد الله بن إلى الصبر منصب قاضي وخطيب بجامع القرويين، فاستشار أمير المسلمين أبا يعقوب بن يوسف المريني في إصلاح الصومعة. أذن له الأمير، وشرع في تبييضها وتدعيمها بالجص والجيار، ودُعمت بمسامير كبيرة لتثبيت الكسوة الجديدة. دُلّكت الصومعة حتى أصبحت ناعمة كالمرآة، مما أدى إلى ابتعاد الطيور عنها.